# Vicente Tosta Carrasco
Vicente Tosta Carrasco (n. 27 de octubre de 1885, Jesús de Otoro, Honduras - f. 7 de agosto de 1930), fue un militar de carrera y político hondureño y Presidente Provisional de la República de Honduras, entre el 30 de abril de 1924 al 1 de febrero de 1925.

## Biografía
El General Vicente Tosta Carrasco nació en Jesús de Otoro, Departamento de Intibucá, Honduras, el 27 de octubre de 1885 y falleció el 7 de agosto de 1930, hijo de Pedro Tosta López originario de España y Arcadia Carrasco Paz, originaria del Departamento de Santa Bárbara. Vicente Tosta Carrasco contrajo matrimonio con Francisca Fiallos Inestroza con quien tuvo seis hijos: Carlos, Julia, Vicente, Concepción, Rosario y Miguel Tosta Fiallos. Mientras Vicente Tosta Carrasco se encontraba en funciones de Gobernador político del Departamento de Copán, en 1923 conoció a la dama santarrocense Julia Tábora con quien procrearía a Gilberto Tosta Tábora.
Su instrucción castrense la recibió en la Escuela Militar Nacional que funcionaba en Toncontín, Tegucigalpa, es de reconocer que Vicente Tosta Carrasco tuvo una carrera militar en ascenso, era alférez en su primera intervención en batalla; uno de sus tutores y amigos por así decirlo fue el capitán de origen chileno Luis Segundo Oyarzún que fue contratado por el gobierno hondureño para dirigir la escuela militar; de Oyarzun, los estudiantes militares aprendieron Código Penal, Código Militar, Inglés, Matemáticas, entre otras materias. Tosta Carrasco, uno de los mejores alumnos, al graduarse fue nombrado profesor e instructor de la Guardia de Honor Presidencial, en 1909 obtiene el ascenso a capitán, luego de ser traslado a Ocotepeque donde dirigió la Escuela de Cabos y Sargentos logrando ascender a mayor en 1910. Después, Tosta fue trasladado a Intibucá donde fue apresado por ser de ideología contraria al gobernante hondureño, al ser puesto en libertad por sus afines, Tosta recibió el ascenso a Coronel y comandante de las tropas intibucanas que lucharon contra Bertrand Barahona, ganada la guerra civil, obtuvo su ascenso a General, previo a la otra guerra civil que sucedería en 1924.
Ascensos
| Grado    | Situación por ascenso                 |
| Cadete   | Escuela Militar de Honduras 1900      |
| Alférez  | “Revolución de 1903” 1903             |
| Teniente | Guardia de Honor Presidencial 1907    |
| Capitán  | Escuela de Cabos y Sargentos 1909     |
| Mayor    | Ocotepeque 1910                       |
| Coronel  | Primera guerra civil de Honduras 1919 |
| General  | Segunda Guerra Civil de Honduras 1924 |

## Primera guerra civil de Honduras
En 1919 estalla una guerra civil o "montoneras" y el blanco por tomar por las fuerzas liberales que sometieron primeramente el 25 de julio, los municipios de La Esperanza e Intibuca, comandadas por el General José Ramírez Arriaga quien falleciere en la revuelta. Los Comandantes del ejército nacional: Coronel Vicente Tosta Carrasco, Coronel Flavio Delcid y Coronel Gregorio Ferrera, después de iniciada la detonante revolución, parten hacia la “Sultana de occidente” Santa Rosa de Copán con un buen ejército quienes al ser avistados, en un intento por detenerlos, se refuerza la guardia del Ayuntamiento y se preparan tanto los soldados como los ciudadanos para el combate, mismo que no tiene cabida hasta el 16 de agosto del mismo año. Para defender la ciudad están el comandante de armas Licenciado Jesús María Rodríguez Orellana, el General Alfonso Ferrari y el Coronel Vicente Ayala, con 400 soldados; después de varias horas de sitio, se entregó la ciudad, de la que se llevaron aproximados 5,000 Pesos para su campaña. Seguidamente las fuerzas revolucionarias marcharon al norte a la ciudad, en camino hacia San Pedro Sula la que también caería en su poder. El representante diplomático de Estados Unidos acreditado en Honduras, Sambola Jones, solicitó la renuncia del Presidente Francisco Bertrand Barahona a consecuencia de los sucesos ocurridos en Gracias, Lempira, La Esperanza, Santa Rosa, Santa Bárbara y San Pedro Sula. Éste conflicto causó la muerte de alrededor de 800 personas y fue el paso para que el Doctor Francisco Bográn Barahona dejase el gobierno y quedase a manos del Liberal Rafael López Gutiérrez en fecha 1 de febrero de 1920, el General Tosta Carrasco fue nombrado Gobernador del Departamento de Copán en 1921 hasta 1923, postrimero a la siguiente revolución que se caldeaba y que ocurriría en Honduras.

## Segunda Guerra Civil de Honduras
En 1924 surge "La Revolución Reivindicatoria" ya que el presidente Rafael López Gutiérrez había ganado previamente las elecciones y se había proclamado dictador, en consecuencia las fuerzas gubernamentales de Honduras, se enfrentaron contra sus colegas al mando del general Gregorio Ferrera, Doctor y General Tiburcio Carias Andino y General Vicente Tosta Carrasco. La ciudad de Tegucigalpa se convirtió en la primera capital de Latinoamérica en ser bombardeada por aviones. Ya la revolución contaba con dos aviones cuyas bombas eran arrojadas manualmente por los aviadores. Las fuerzas gubernamentales solo contaban con un Bristol F.2 Fighter. De nuevo el embajador Norteamericano Franklin E. Morales pidió la intervención de militares de su país y ancló el crucero USS Milwakee en el Golfo de Fonseca, en el Departamento de Choluteca, al sur de Honduras, de donde desembarcaron 200 marines. El 11 de marzo de ese año, a las 11:00 a. m. estos marines sitiaron Tegucigalpa, para poner orden. López Gutiérrez, abandonaría Honduras pero el gobierno se mantuvo dirigido por varios ministros entre ellos el Doctor Francisco Bueso Cuéllar y sucedido por Fausto Dávila. Más tarde en el crucero USS Denver se iniciaron las negociaciones entre los revolucionarios y el gobierno, al cabo de las cuales se designó "Presidente Provisional" al general Vicente Tosta Carrasco, quien tomo las riendas del gobierno el 30 de abril de 1924, durante su régimen se levantó en armas el general Gregorio Ferrera, mientras era Ministro de Guerra de Honduras.

### Intento de golpe de Estado en su contra
En el mes de agosto de se mismo año (1924), El general Gregorio Ferrera, nombrado Ministro de Guerra, se lanza contra su paisano y camarada el general Tosta Carrasco; Ferrera comienza su revolución al unirse a sus oficiales aliados, seguidamente se hace de los principales ciudades y pueblos de Intibucá, reúne muchos simpatizantes y marcha sobre Gracias y seguidamente hacia la ciudad de Santa Rosa, en donde se desarrolla una de las batallas más sangrientas y crueles de la historia de las guerras intestinas o montoneras que sucedieron en el "Caudillisno" en Honduras. El general Gregorio Ferrera, al mando de los oficiales comandantes coronel Pedro G. Domínguez, coronel Justo Umaña, coronel Domingo Toroz, coronel Blas Domínguez y coronel Manuel Darías de origen colombiano, con más de 800 indios provenientes del departamento de Intibuca e instruidos en las milicias, derrotan a (3000) tres mil hombres de la guarnición de la ciudad que estaba al mando del general Filiberto Díaz Zelaya, general José León Castro, general Andrés Abelino Díaz y general Vicente Ayala. Luego de saquear el occidente de Honduras sus pretensiones son de hacerse de la costa norte y la capital, haciendo una encerrona. Pero, el presidente Tosta Carrasco, convencido en detener el avance de Ferrera, lo encuentra en la localidad de Ajuterique donde Ferrera es vencido y no tiene más escapatoria que salir del territorio nacional.
En el mes de noviembre, el presidente Tosta convocó a elecciones generales de las cuales el 20 de enero de 1925, resultó victorioso el candidato Miguel Paz Barahona como Presidente y como vicepresidente Presentación Quezada; el General Vicente Tosta Carrasco entregó el poder a Paz Barahona, en forma democrática y en total paz; Barahona reconoció su labor y lo nombró Ministro de Guerra para los años 1925-1929. Seguidamente en el otro gobierno del Presidente Doctor Vicente Mejía Colindres también le hizo un hueco en su gabinete, nombrándolo Ministro de Gobernación, Justicia y Sanidad, en el que durante su administración falleciere.

## Gabinete
| Gabinete de Gobierno                                | Gabinete de Gobierno                   | Gabinete de Gobierno |
| --------------------------------------------------- | -------------------------------------- | -------------------- |
| cargo                                               | Nombre                                 | Período              |
|                                                     |                                        |                      |
| Secretario de Gobernación y Justicia                | Tiburcio Carias Andino/Felipe Cálix    | 1924-1925            |
| Secretario de Relaciones Exteriores                 | Paulino Valladares/Salvador Aguirre    | 1924-1925            |
| Secretario de Guerra, Marina y Aviación             | Gregorio Ferrera/Andrés Leiva          | 1924-1925            |
| Secretario de Hacienda y Crédito Público            | Silverio Lainez/Donato Díez Medina     | 1924-1925            |
| Secretario de Instrucción Pública                   | Ramón Alcerro Castro/Federico A. Smith | 1924–1925            |
| Secretario de Fomento, Obras Públicas y Agricultura | José María Casco/José Blas Henríquez   | 1924–1925            |

## Deceso
El general Vicente Tosta Carrasco, fue ingresado en el Hospital General San Felipe cuya sede se encuentra en la ciudad de Tegucigalpa capital de Honduras, con el fin de que fuera tratado médicamente de una infección en la pierna, la cual no se pudo recuperar y falleció un 7 de agosto de 1930, así fue recogido y publicado un obituario del Diario El Sol.

El Sol, Año IV, Número 1.336, 7 agosto 1930
Murió el General Tosta esta mañana en el hospital, solamente 4 días estuvo enfermo, una infección en la pierna fue el origen, HONDA CONMOCIÓN causó la noticia dolorosa en la ciudad.
Los círculos políticos, la sociedad y el pueblo en general, recibieron esta mañana una impresión intensamente dolorosa: la noticia, inesperada y violenta, de la muerte del General don Vicente Tosta, ocurrida a las 8 en el Pensionado del Hospital San Felipe.

## Ascendencia
Bosquejo del árbol genealógico del general Vicente Tosta Carrasco. 
|  |                                       |  |  |  |  |  |  |  |  |  |  |  |  |  |  |  |
|  | 4. Francisco Tosta Matute             |  |  |  |  |  |  |  |  |  |  |  |  |  |  |  |
|  |                                       |  |  |  |  |  |  |  |  |  |  |  |  |  |  |  |
|  |                                       |  |  |  |  |  |  |  |  |  |  |  |  |  |  |  |
|  | 2. Pedro Tosta López España           |  |  |  |  |  |  |  |  |  |  |  |  |  |  |  |
|  |                                       |  |  |  |  |  |  |  |  |  |  |  |  |  |  |  |
|  |                                       |  |  |  |  |  |  |  |  |  |  |  |  |  |  |  |
|  | 5. María Benita Hernández López       |  |  |  |  |  |  |  |  |  |  |  |  |  |  |  |
|  |                                       |  |  |  |  |  |  |  |  |  |  |  |  |  |  |  |
|  |                                       |  |  |  |  |  |  |  |  |  |  |  |  |  |  |  |
|  | 1. Vicente Tosta Carrasco (1885-1930) |  |  |  |  |  |  |  |  |  |  |  |  |  |  |  |
|  |                                       |  |  |  |  |  |  |  |  |  |  |  |  |  |  |  |
|  |                                       |  |  |  |  |  |  |  |  |  |  |  |  |  |  |  |
|  | 3. Arcadia Carrasco Paz               |  |  |  |  |  |  |  |  |  |  |  |  |  |  |  |
|  |                                       |  |  |  |  |  |  |  |  |  |  |  |  |  |  |  |
|  |                                       |  |  |  |  |  |  |  |  |  |  |  |  |  |  |  |

| Predecesor: Tiburcio Carias Andino | Presidente de Honduras 1924-1925 | Sucesor: Miguel Paz Barahona |